# (20323) Tomlindstom
(20323) Tomlindstom (1998 HC21) – planetoida z pasa głównego asteroid okrążająca Słońce w ciągu 3,34 lat w średniej odległości 2,23 j.a. Odkryta 20 kwietnia 1998 roku.